# Manvi
Manvi è una città dell'India di 37.555 abitanti, situata nel distretto di Raichur, nello stato federato del Karnataka. In base al numero di abitanti la città rientra nella classe III (da 20.000 a 49.999 persone).

## Geografia fisica
La città è situata a 15° 58' 60 N e 77° 2' 60 E e ha un'altitudine di 361 m s.l.m..

## Società

### Evoluzione demografica
Al censimento del 2001 la popolazione di Manvi assommava a 37.555 persone, delle quali 19.074 maschi e 18.481 femmine. I bambini di età inferiore o uguale ai sei anni assommavano a 6.462, dei quali 3.242 maschi e 3.220 femmine. Infine, coloro che erano in grado di saper almeno leggere e scrivere erano 17.533, dei quali 10.399 maschi e 7.134 femmine.